# Woodbrass
Woodbrass est une entreprise de vente d'instruments de musique française fondée en 1999. Elle occupe la place de numéro 1 dans la vente d'instruments et de matériel de musique sur internet en France et possède également six magasins situés à Paris. Ces magasins sont appelés Woodbrass Stores et représentent 1450 m² d'espace d'exposition.

## Situation actuelle
En 2018, Woodbrass est classée 36e dans la liste des 100 sites marchands leaders du commerce en ligne français sur E-Commerce Mag. L'entreprise comporte 70 employés repartis entre le siège social situé à Nantes et les magasins localisés à Paris. Le site internet présente 90 000 références d'instruments et reçoit plus d'un million de visites par mois.
Woodbrass est le distributeur exclusif pour la France de Eastwood Guitars, Auralex, Quested, Lauten Audio, Analog Outfitters et Henretta. Il est partenaire de la Confédération musicale de France ainsi que la Fédération internationale des musiciens.
La France représente 90 % des ventes de l'entreprise. En 2014, Woodbrass ouvre son école de musique à Paris, la Woodbrass Music School, qui compte 300 élèves à l'heure actuelle. La même année, Woodbrass crée son concept store haut de gamme, Woodbrass Deluxe , qui permet d'enregistrer ses essais d'instruments dans un studio professionnel.
En 2019, l'entreprise a généré 50 millions d’euros de chiffre d’affaires.
Le 07 octobre 2020 Woodbrass est placé en redressement judiciaire. Le 23 juin 2021 le plan de redressement présenté par la direction, les salariés de Woodbrass  et la société ALGAM, en tant qu’actionnaire majoritaire, est validé par le Tribunal de Commerce de Nantes. L’intégralité des emplois sont sauvegardés à Nantes et à Paris. L’augmentation de capital réalisée par ALGAM permet de réaliser les investissements nécessaires au rebond de Woodbrass.

## Historique
L'entreprise, créée par le musicien Christophe Chauvin, est à l'origine une branche française du magasin américain Woodwind & Brasswind (en) dans un showroom de 770 m² à côté de la Cité de la musique. Lors de son passage au commerce via Internet elle devient Woodbrass.com. L'entreprise devient ensuite numéro 1 dans le domaine en 2006.
Les 5 magasins parisiens, se sont installés entre fin 2012 et mi-2013 et sont répartis entre différentes catégories :
1. Guitare
2. Claviers / Home studio
3. Batterie
4. Instruments à vent
5. Librairie musicale

Début 2016, Woodbrass a obtenu une levée de fonds de 5,2 millions d'euros auprès de la société d'investissement Sodero Gestion.
Depuis sa création, Woodbrass a vendu plus de 3 millions d'instruments.